# Sarkozyna
Sarkozyna, N-metyloglicyna – organiczny związek chemiczny będący aminokwasem i metylową pochodną glicyny. Sarkozyna nie jest kodowana przez DNA.
Jest to substancja krystaliczna, która łatwo rozpuszcza się w wodzie o słodkawym smaku. Występuje w mięśniach ssaków, a także w antybiotykach (np. w aktynomycynie). Sarkozyna jest produktem pośrednim i pobocznym w czasie syntezy i degradacji glicyny. Enzym odpowiedzialny za degradację sarkozyny do glicyny to dehydrogenaza sarkozynowa (FPIV), natomiast za tworzenie sarkozyny odpowiada N-metylotransferaza glicynowa (GNMT). W warunkach laboratoryjnych syntetyzuje się ją z kwasu chlorooctowego i metyloaminy.
Sarkozyna, podobnie jak dimetyloglicyna (DMG) oraz trimetyloglicyna (TMG), powstaje w czasie metabolizowania choliny i metioniny, które są donorami grupy metylowej wykorzystywanej w wielu reakcjach biochemicznych. Sarkozyna jest szybko degradowana do glicyny, która następnie wykorzystywana jest do tworzenia glutationu, kreatyny, puryn i seryny. Stężenie sarkozyny w ludzkim osoczu krwi wynosi (1,4 ± 0,6) μmol/l.
Sarkozyna jest stosowana w przemyśle w produkcji biodegradowalnych surfakantów oraz jako dodatek np. do past do zębów.

## Znaczenie kliniczne
Według obserwacji sarkozyna nie jest wysoce toksyczna, ku czemu przesłanką jest łagodny przebieg autosomalnej recesywnej choroby genetycznej o nazwie sarkozynemia, która wynika z uszkodzenia dehydrogenazy sarkozynowej i manifestuje się bardzo wysokim stężeniem sarkozyny w krwi i moczu.

## Historia
Sarkozyna została wyizolowana po raz pierwszy w 1847 roku przez Justusa von Liebiga i następnie zsyntetyzowana w 1862 roku przez Jacoba Volharda. Do czasu syntezy wiadomo było jedynie, że sarkozyna jest produktem hydrolizy kreatyny. Volhard udowodnił, że związek ten można otrzymać w wyniku reakcji kwasu chlorooctowego i metyloaminy.